# Famous (Scouting for Girls)
Famous è un brano musicale del gruppo britannico Scouting for Girls prodotto da Andy Green per il secondo album del gruppo, intitolato Everybody Wants to Be on TV. Il brano, che è stato pubblicato come secondo singolo estratto dall'album il 18 luglio 2010 è riuscito ad arrivare sino alla trentasettesima posizione della classifica dei singoli più venduti nel Regno Unito.

## Tracce
CD single
1. Famous - 2:35
2. Harbour - 3:37
3. Famous (Cahill Club Remix) - 5:59
4. Famous (Phantom Club Remix) - 6:13

Digital download
1. Famous - 2:35
2. Harbour - 3:37

## Classifiche
| Classifica (2010) | Posizione più alta |
| ----------------- | ------------------ |
| Regno Unito       | 37                 |